# Skogaby
Skogaby är en småort i Laholms socken i Laholms kommun belägen cirka 8 kilometer öster om Laholm, längs riksväg 15 och järnvägen mellan Halmstad och Markaryd.
Orten ligger nära ån Lagan. Ett vattenkraftverk byggdes 1922.

## Idrott
Fotbollsklubben Skogaby Bollklubb har ett a-lag i Division 6 Södra Halland, och ett B-lag i Klass 3 Södra Halland. De har tillsammans med GIF/VIF Lilla Tjärby och Knäred många olika ungdomslag i alla åldrar.